# Club Sportif Atlas 05
Dernière mise à jour : 27 juillet 2022.
Le Club Sportif Atlas 05 est un club de football féminin marocain évoluant en première division. Le club est basé dans la ville de Fkih Ben Salah.

## Histoire
Fondé en 1997 par Mohamed Sellak, le club a évolué en première division pendant quatorze saisons consécutives de 2008 jusqu'à sa fermeture en 2022.
Durant cette période dans l'élite, l'Atlas 05 est parvenu à se qualifier en finale de la Coupe du Trône de la saison 2018-2019, s'inclinant lourdement contre AS FAR (11-0). C'est la seule fois de son histoire que l'équipe atteint ce stade de la compétition. Le club s'était également  hisser en demi-finale lors de l'édition de la saison sportive 2015-2016 (défaite aux tirs au but face au CA Khénifra) ainsi que lors de l'édition de 2019-2020 (défaite 3-0 face à l'AS FAR).
En août 2022, le CS Atlas 05 qui connaît des difficultés financières est acquis par le Raja Club Athletic qui l'intègre dans sa section féminine. L'accord conclu entre le président du club Mohamed Sellak et son homologue Aziz El Badraoui va permettre au Raja CA de se conformer aux exigences de la Fédération royale marocaine de football qui oblige désormais les clubs d'élite d'avoir des équipes professionnelles de futsal et de football féminin.

## Palmarès
- Coupe du Trône
  - Finaliste : 2018